# Coelorinchus

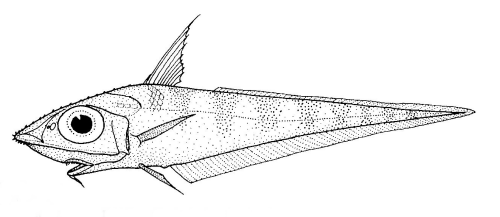
Coelorinchus bollonsi

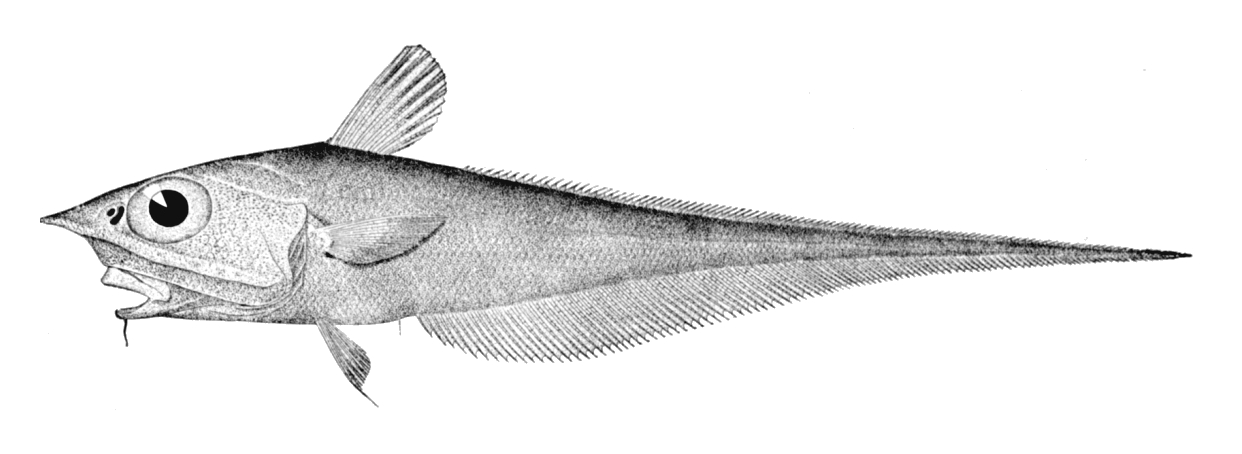
Coelorinchus caribbaeus

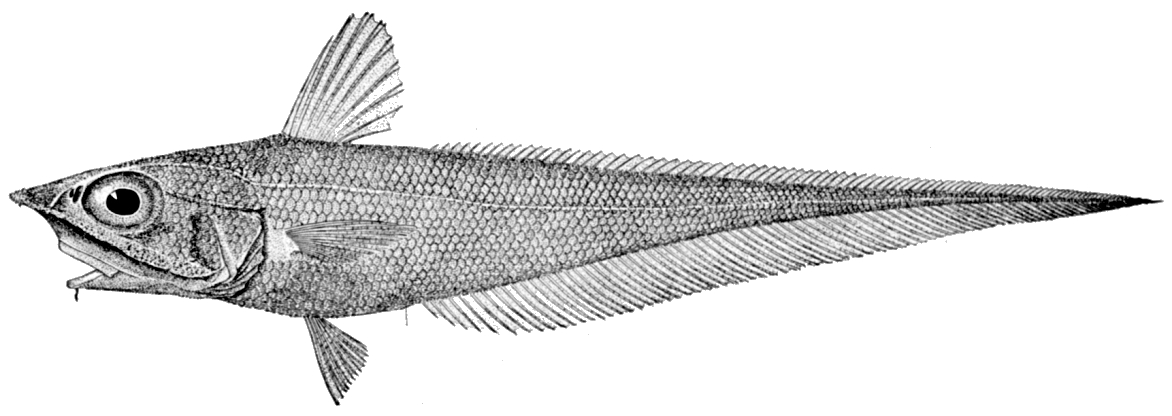
Coelorinchus carminatus

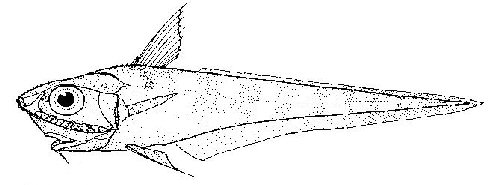
Coelorinchus cookianus

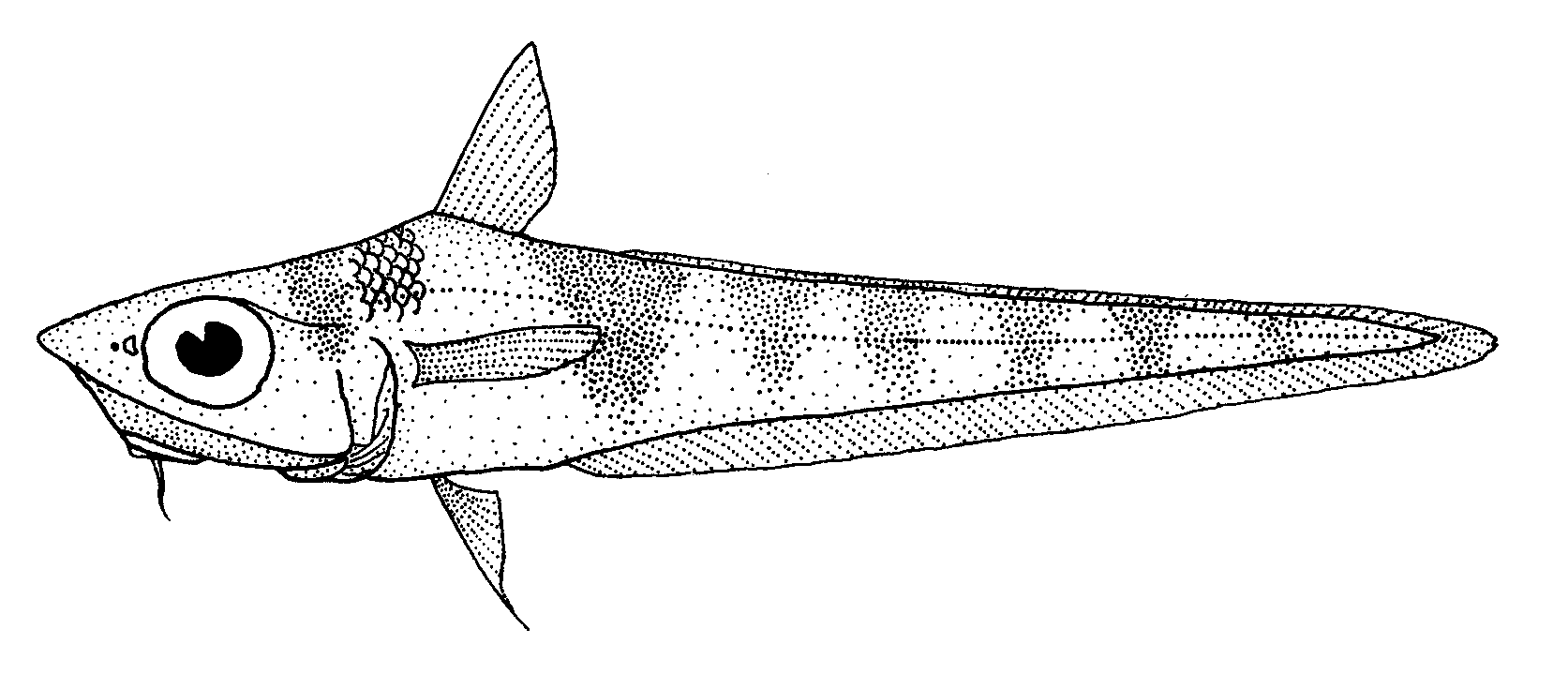
Coelorinchus fasciatus

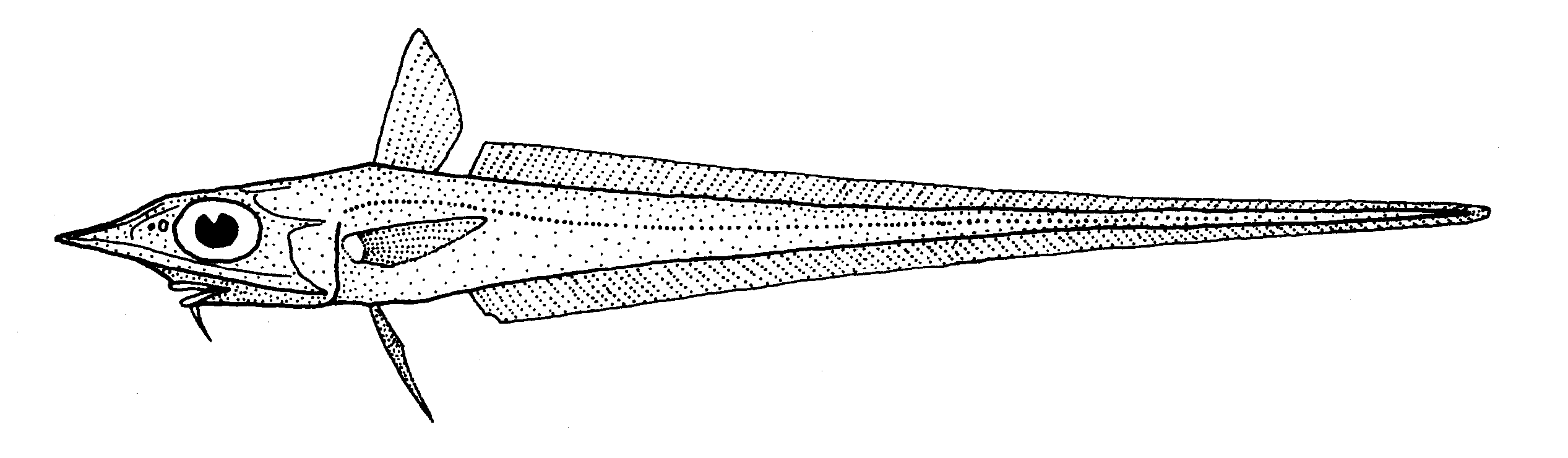
Coelorinchus innotabilis

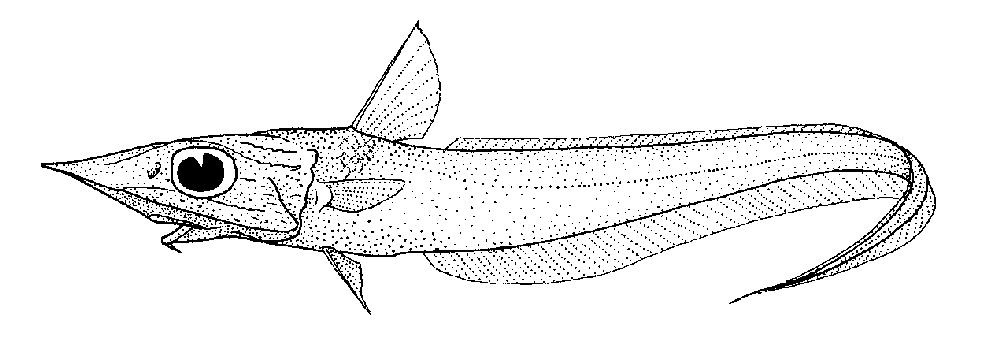
Coelorinchus kaiyomaru

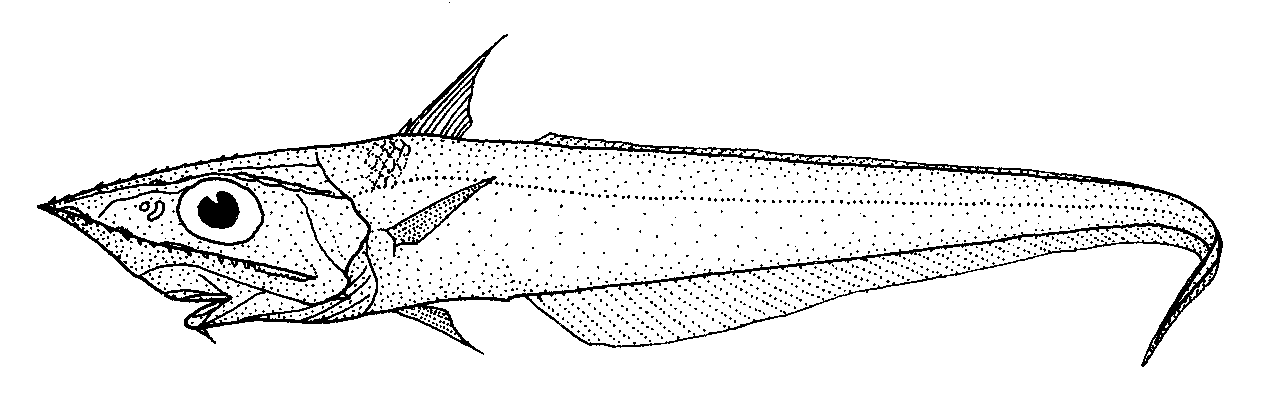
Coelorinchus kermadecus

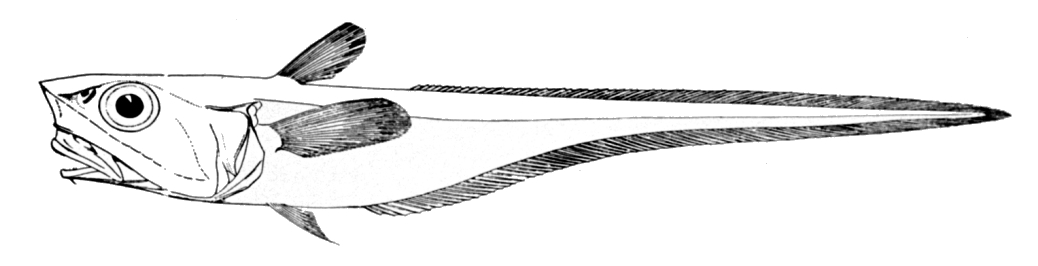
Coelorinchus macrochir

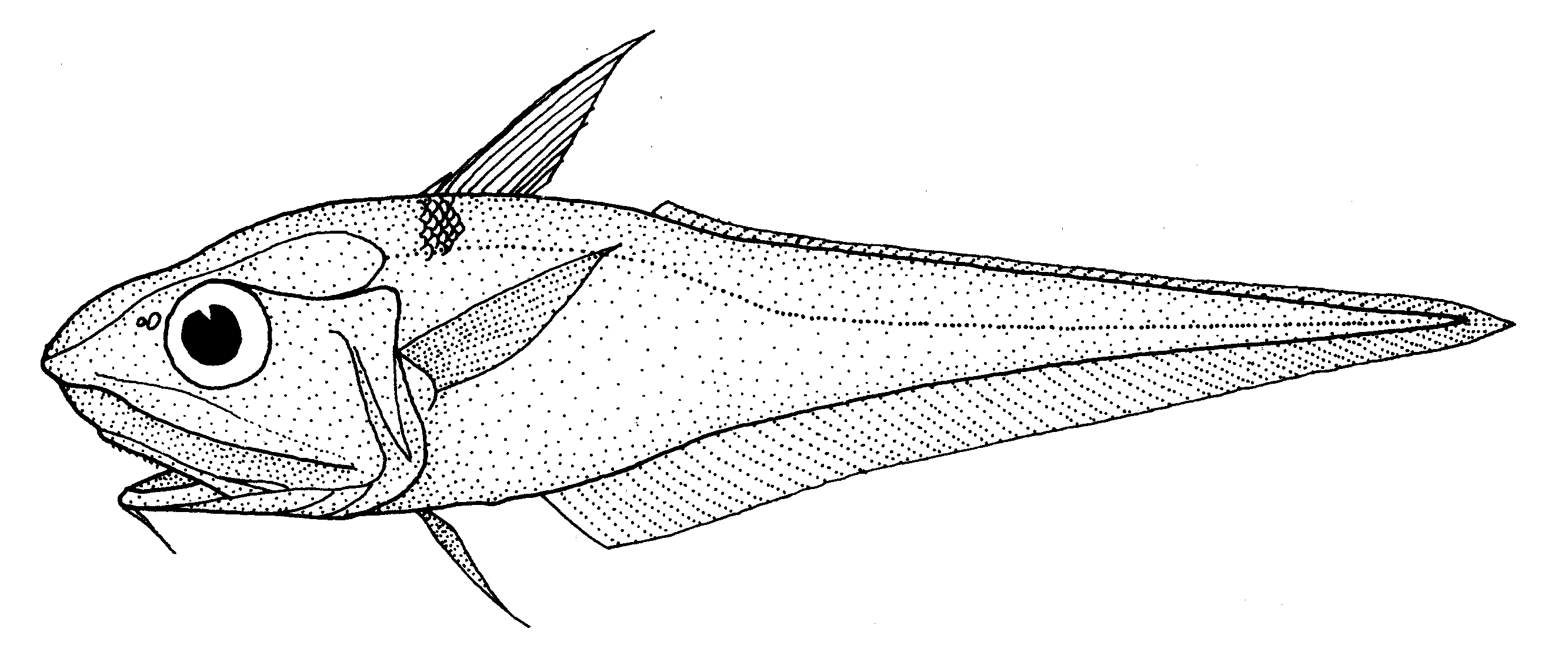
Coelorinchus matamua

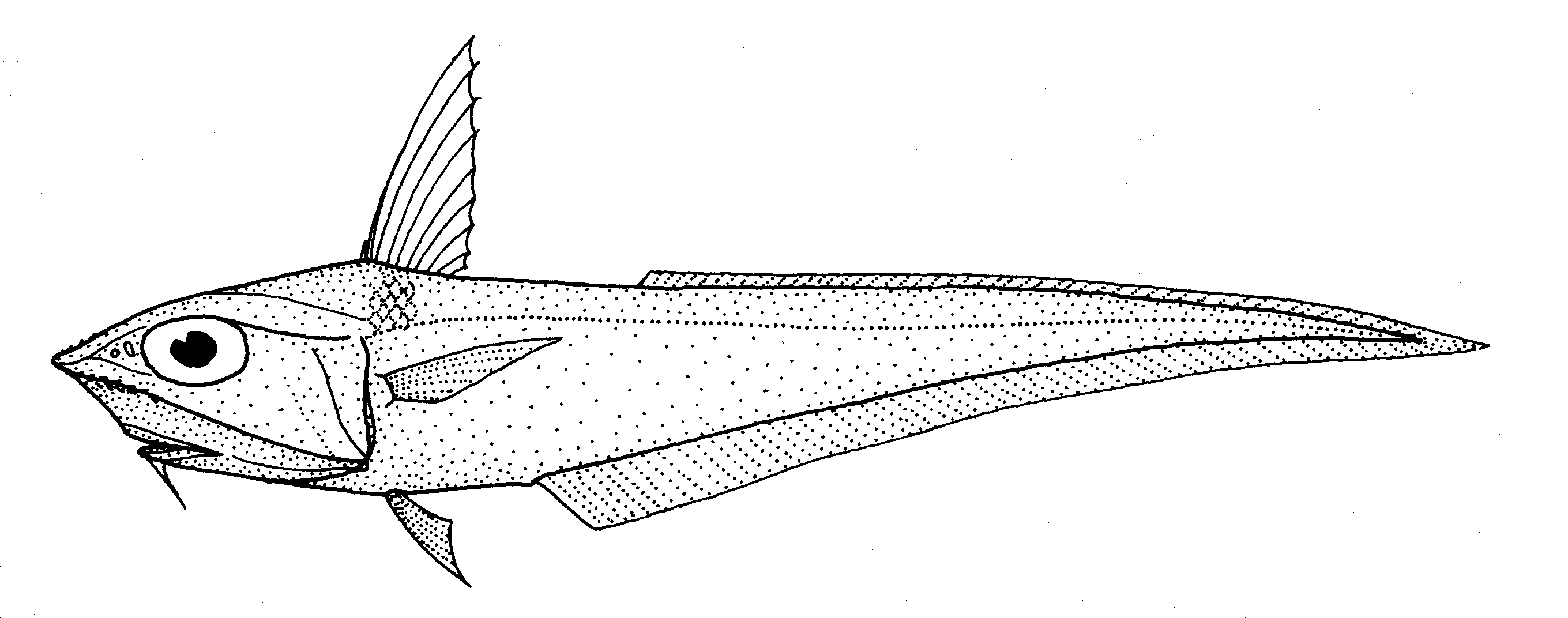
Coelorinchus mirus

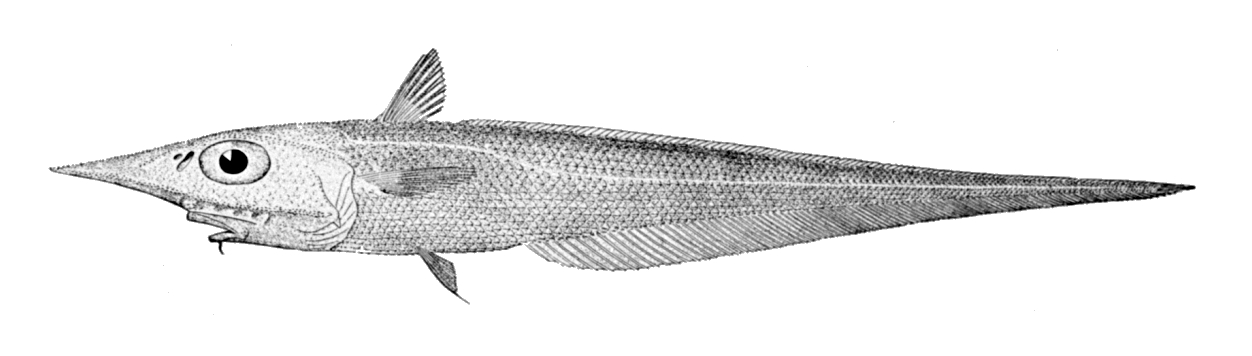
Coelorinchus occa

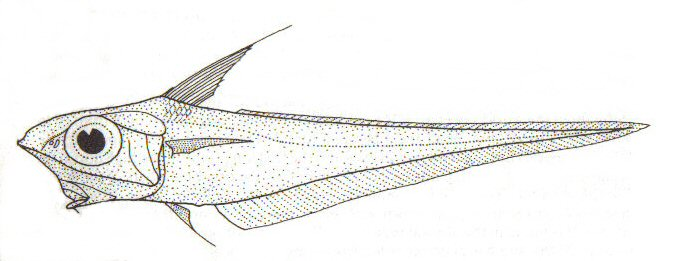
Coelorinchus oliverianus

Coelorinchus és un gènere de peixos actinopterigis de la família dels macrúrids i de l'ordre dels gadiformes.

## Taxonomia
- Coelorinchus acanthiger  (Barnard, 1925)
- Coelorinchus acantholepis  (Gilbert & Hubbs, 1920)
- Coelorinchus aconcagua  (Iwamoto, 1978)
- Coelorinchus acutirostris  (Smith & Radcliffe, 1912)
- Coelorinchus amirantensis  (Iwamoto, Golani, Baranes & Goren, 2006)[5]
- Coelorinchus amydrozosterus  (Iwamoto & Williams, 1999)
- Coelorinchus anatirostris  (Jordan & Gilbert, 1904)
- Coelorinchus anisacanthus  (Sazonov, 1994)
- Coelorinchus aratrum  (Gilbert, 1905)
- Coelorinchus argentatus  (Smith & Radcliffe, 1912)
- Coelorinchus argus  (Weber, 1913)
- Coelorinchus aspercephalus  (Waite, 1911)
- Coelorinchus asteroides  (Okamura, 1963)
- Coelorinchus australis  (Richardson, 1839)
- Coelorinchus biclinozonalis  (Arai & Mcmillan, 1982)
- Coelorinchus bollonsi  (McCann & McKnight, 1980)
- Coelorinchus braueri  (Barnard, 1925)
- Coelorinchus brevirostris  (Okamura, 1984)
- Coelorinchus caelorhincus  (Risso, 1810)[6]
- Coelorinchus campbellicus  (McCann & McKnight, 1980)
- Coelorinchus canus  (Garman, 1899)
- Coelorinchus caribbaeus  (Goode & Bean, 1885)
- Coelorinchus carinifer  (Gilbert & Hubbs, 1920)
- Coelorinchus carminatus  (Goode, 1880)
- Coelorinchus caudani  (Koehler, 1896)[7]
- Coelorinchus celaenostomus  (McMillan & Paulin, 1993)
- Coelorinchus charius  (Iwamoto & Williams, 1999)
- Coelorinchus chilensis  (Gilbert & Thompson, 1916)
- Coelorinchus cingulatus  (Gilbert & Hubbs, 1920)
- Coelorinchus commutabilis  (Smith & Radcliffe, 1912)
- Coelorinchus cookianus  (McCann & McKnight, 1980)
- Coelorinchus cylindricus  (Iwamoto & Merrett, 1997)
- Coelorinchus denticulatus  (Regan, 1921)
- Coelorinchus divergens  (Okamura & Yatou, 1984)
- Coelorinchus dorsalis  (Gilbert & Hubbs, 1920)
- Coelorinchus doryssus  (Gilbert, 1905)
- Coelorinchus fasciatus  (Günther, 1878)
- Coelorinchus flabellispinis  (Alcock, 1894)
- Coelorinchus formosanus  (Okamura, 1963)
- Coelorinchus gaesorhynchus  (Iwamoto & Williams, 1999)
- Coelorinchus geronimo  (Marshall & Iwamoto, 1973)
- Coelorinchus gilberti  (Jordan & Hubbs, 1925)
- Coelorinchus gladius  (Gilbert & Cramer, 1897)
- Coelorinchus goobala  (Iwamoto & Williams, 1999)
- Coelorinchus gormani  (Iwamoto & Graham, 2008)[8]
- Coelorinchus hexafasciatus  (Okamura, 1982)
- Coelorinchus hige  (Matsubara, 1943)
- Coelorinchus hoangi  (Iwamoto & Graham, 2008)[8]
- Coelorinchus horribilis  (McMillan & Paulin, 1993)
- Coelorinchus hubbsi  (Matsubara, 1936)
- Coelorinchus immaculatus  (Sazonov & Iwamoto, 1992)
- Coelorinchus infuscus  (McMillan & Paulin, 1993)
- Coelorinchus innotabilis  (McCulloch, 1907)
- Coelorinchus japonicus  (Temminck & Schlegel, 1846)
- Coelorinchus jordani  (Smith & Pope, 1906)
- Coelorinchus kaiyomaru  (Arai & Iwamoto, 1979)
- Coelorinchus kamoharai  (Matsubara, 1943)
- Coelorinchus karrerae  (Trunov, 1984)
- Coelorinchus kermadecus  (Jordan & Gilbert, 1904)
- Coelorinchus kishinouyei  (Jordan & Snyder, 1900)
- Coelorinchus labiatus  (Koehler, 1896)[9]
- Coelorinchus lasti  (Iwamoto & Williams, 1999)
- Coelorinchus leptorhinus  (Chiou, Shao & Iwamoto, 2004)[10]
- Coelorinchus longicephalus  (Okamura, 1982)
- Coelorinchus longissimus  (Matsubara, 1943)
- Coelorinchus macrochir  (Günther, 1877)
- Coelorinchus macrolepis  (Gilbert & Hubbs, 1920)
- Coelorinchus macrorhynchus  (Smith & Radcliffe, 1912)
- Coelorinchus maculatus  (Gilbert & Hubbs, 1920)
- Coelorinchus marinii  (Hubbs, 1934)
- Coelorinchus matamua  (McCann & McKnight, 1980)
- Coelorinchus matsubarai  (Okamura, 1982)
- Coelorinchus maurofasciatus  (McMillan & Paulin, 1993)
- Coelorinchus mayiae  (Iwamoto & Williams, 1999)
- Coelorinchus mediterraneus  (Iwamoto & Ungaro, 2002)[11]
- Coelorinchus melanobranchus  (Iwamoto & Merrett, 1997)
- Coelorinchus melanosagmatus  (Iwamoto & Anderson, 1999)
- Coelorinchus mirus  (McCulloch, 1926)
- Coelorinchus multifasciatus  (Sazonov & Iwamoto, 1992)
- Coelorinchus multispinulosus  (Katayama, 1942)
- Coelorinchus mycterismus  (McMillan & Paulin, 1993)
- Coelorinchus mystax  (McMillan & Paulin, 1993)
- Coelorinchus nazcaensis  (Sazonov & Iwamoto, 1992)
- Coelorinchus notatus  (Smith & Radcliffe, 1912)
- Coelorinchus obscuratus (McMillan & Iwamoto, 2009)[12]
- Coelorinchus occa  (Goode & Bean, 1885)[13]
- Coelorinchus oliverianus  (Phillipps, 1927)
- Coelorinchus osipullus (McMillan & Iwamoto, 2009)[12]
- Coelorinchus parallelus  (Günther, 1877)
- Coelorinchus pardus  (Iwamoto & Williams, 1999)
- Coelorinchus parvifasciatus  (McMillan & Paulin, 1993)
- Coelorinchus platorhynchus  (Smith & Radcliffe, 1912)
- Coelorinchus polli  (Marshall & Iwamoto, 1973)[14]
- Coelorinchus productus  (Gilbert & Hubbs, 1916)[15]
- Coelorinchus quadricristatus  (Alcock, 1891)[16]
- Coelorinchus quincunciatus  (Gilbert & Hubbs, 1920)[17]
- Coelorinchus radcliffei  (Gilbert & Hubbs, 1920)[17]
- Coelorinchus scaphopsis  (Gilbert, 1890)
- Coelorinchus semaphoreus  (Iwamoto & Merrett, 1997)
- Coelorinchus sereti  (Iwamoto & Merrett, 1997)
- Coelorinchus sexradiatus  (Gilbert & Hubbs, 1920)
- Coelorinchus shcherbachevi  (Iwamoto & Merrett, 1997)
- Coelorinchus sheni  (Chiou, Shao & Iwamoto, 2004)[18]
- Coelorinchus simorhynchus  (Iwamoto & Anderson, 1994)
- Coelorinchus smithi  (Gilbert & Hubbs, 1920)
- Coelorinchus sparsilepis  (Okamura, 1984)
- Coelorinchus spathulata  (McMillan & Paulin, 1993)
- Coelorinchus spilonotus  (Sazonov & Iwamoto, 1992)
- Coelorinchus spinifer  (Gilbert & Hubbs, 1920)
- Coelorinchus supernasutus  (McMillan & Paulin, 1993)
- Coelorinchus thompsoni  (Gilbert & Hubbs, 1920)
- Coelorinchus thurla  (Iwamoto & Williams, 1999)[19]
- Coelorinchus tokiensis  (Steindachner & Döderlein, 1887)[20]
- Coelorinchus trachycarus  (Iwamoto, McMillan & Shcherbachev, 1999)[21]
- Coelorinchus triocellatus  (Gilbert & Hubbs, 1920)[17]
- Coelorinchus trunovi  (Iwamoto & Anderson, 1994)[22]
- Coelorinchus velifer  (Gilbert & Hubbs, 1920)[17]
- Coelorinchus ventrilux  (Marshall & Iwamoto, 1973)[14]
- Coelorinchus vityazae  (Iwamoto, Shcherbachev & Marquardt, 2004)[23]
- Coelorinchus weberi  (Gilbert & Hubbs, 1920)[17]
- Coelorinchus yurii  (Iwamoto, Golani, Baranes & Goren, 2006)[5][24][25][26][27][3]